# Resolució 1294 del Consell de Seguretat de les Nacions Unides
La Resolució 1294 del Consell de Seguretat de les Nacions Unides, adoptada per unanimitat el 13 d'abril de 2000 després de reafirmar la resolució 696 (1991) i totes les resolucions posteriors sobre Angola, en especial la 1268 (1999) el Consell va estendre el mandat de l'Oficina de les Nacions Unides a Angola (UNOA) fins al 15 d'octubre de 2000.
El Consell va reafirmar que la presència de les Nacions Unides a Angola contribuiria a promoure la reconciliació nacional, els drets humans, la pau i la seguretat. Va aprovar la decisió del secretari general Kofi Annan de prorrogar el mandat de la UNOA, va demanar que continués els seus esforços per implementar el seu mandat i informar cada tres mesos sobre mesures que el Consell de Seguretat podria adoptar per promoure la pau a Angola.